# Vicariat apostolique de San José de Amazonas
Le vicariat apostolique de San José de Amazonas (en latin : Vicariatus Apostolicus Sancti Iosephi de Amazones ; en espagnol : Vicariato apostólico de San José de Amazonas) est un vicariat apostolique de l'Église catholique du Pérou directement soumis au Saint-Siège.

## Territoire
Il comprend les provinces de Mariscal Ramón Castilla et Putumayo ainsi qu'une partie de la province de Maynas dans le département de Loreto. Le reste de ce département étant géré par les vicariats apostoliques d'Iquitos, Yurimaguas et Requena.
Son territoire est d'une superficie de 150 247 km divisé en 11 paroisses. Le siège épiscopal est dans la ville d'Indiana où se trouve la cathédrale de saint Joseph ouvrier.

## Histoire
La préfecture apostolique de San José de Amazonas est érigée le 13 juillet 1945 par la constitution apostolique In catholici orbis du pape Pie XII en prenant sur le territoire du vicariat apostolique de San León de Amazonas (aujourd'hui vicariat apostolique d'Iquitos). La mission est confiée à l'ordre des Frères mineurs de la province saint Joseph du Canada.
Le 3 juillet 1955, Pie XII élève la préfecture au rang de vicariat apostolique par la constitution apostolique Etsi paterna.

## Évêques
- José Damase Laberge, O.F.M (4 janvier 1946 - 25 décembre 1968)
- Lorenzo Rodolfo Guibord Lévesque, O.F.M (29 mai 1969 - 17 janvier 1998)
- Alberto Campos Hernández, O.F.M (17 janvier 1998 - 8 août 2011)
  - Sede vacante (2011-2014)
- José Javier Travieso Martín, C.M.F (1 novembre 2014 - )